# Jan Ceulemans
Jan Ceulemans (Lier, 28 de febrer, 1957) fou un futbolista belga i actualment entrenador de futbol.
Amb 96, és el jugador que més partits ha disputat amb la selecció belga (a data de 2008). Ha disputat la fase final de tres Mundials (1982, 1986 i 1990). A l'edició del 1986 fou un dels jugadors més destacats. El gol enfront Espanya a quarts de final que proporcionà la millor classificació de la selecció a una Copa del Món (semifinals) li valgué el sobrenom de Capità Coratjós.
Pel que fa a clubs, romangué al Club Brugge durant 13 anys, refusant una oferta del gegant italià A.C. Milan.
Un cop retirat ha esdevingut entrenador. Amb el K.S.C. Eendracht Aalst assolí un ascens a primera divisió i la classificació per la Copa de la UEFA. Posteriorment dirigí el K.V.C. Westerlo al qual també classificà per competició europea. També ha entrenat al Bruges.
Fou nomenat per Pelé com un dels 125 més grans futbolistes vius el 2004. També fou nomenat Bota d'Or de Bèlgica els anys 1980, 1985 i 1986.